# Лазинки (Спас-Деменський район)
Лазинки (рос. Лазинки) — село в Спас-Деменському районі Калузької області Російської Федерації.
Населення становить 176 осіб. Входить до складу муніципального утворення Село Лазинки.

## Історія
Від 2004 року входить до складу муніципального утворення Село Лазинки

## Населення
| 2002 | 2007 | 2010 |
| ---- | ---- | ---- |
| 283  | ↘216 | ↘176 |